# شاذلية
الشاذلية، طريقة صوفية تعود أصولها إلى مؤسسها أبو الحسن الشاذلي. يؤمن أصحابها بجملة الأفكار والمعتقدات الصوفية. تختلف عن التصوف في سلوك المريد وطريقة تربيته. بالإضافة إلى اشتهار أتباعها بالذكر المفرد «الله» أو مضمرًا «هو». وقد تفرعت وتشعبت لاحقًا إلى العديد من الطرق الفرعية، في العديد من دول العالم.

## أبرز الشخصيات
- علي بن عبد الله بن عبد الجبار أبو الحسن الشاذلي: وُلد في قرية غمارة المغربية سنة 571 هـ، تفقه وتصوف في تونس، وسكن مدينة تونس والإسكندرية، وتوفي بصحراء عيذاب متوجهًا إلى بيت الله الحرام في أوائل ذي القعدة 656 هـ بحميثرة.
- أبو العباس المرسي: أحمد بن عمر المرسي أبو العباس شهاب الدين، من أهل الإسكندرية، ولد سنة 616 هـ وأهله من مرسيه في الأندلس، توفي سنة 686 هـ الموافق 1287م. يعد خليفة أبي الحسن الشاذلي وصار قطباً بعد موته، حسب ما يقول الصوفية، وله مقام كبير ومسجد باسمه في مدينة الإسكندرية. قال عن نفسه: «والله لو حُجب عني رسول الله صلى الله عليه وسلم طرفة عين ما عددت نفسي من المسلمين».
- ابن عطاء الله السكندري: وهو تلميذ أبي العباس المرسي، ولد في الإسكندرية سنة 658 هـ وتوفي في القاهرة سنة 709 هـ.
- ياقوت العرش: وكان حبشيّاً، وسمي بالعرش لأن قلبه لم يزل تحت العرش كما تقول الصوفية، وما على الأرض إلا جسده. وقيل: لأنه كان يسمع أذان حملة العرش. هذا ما جاء في طبقات الشعراني.

## الأفكار والمعتقدات

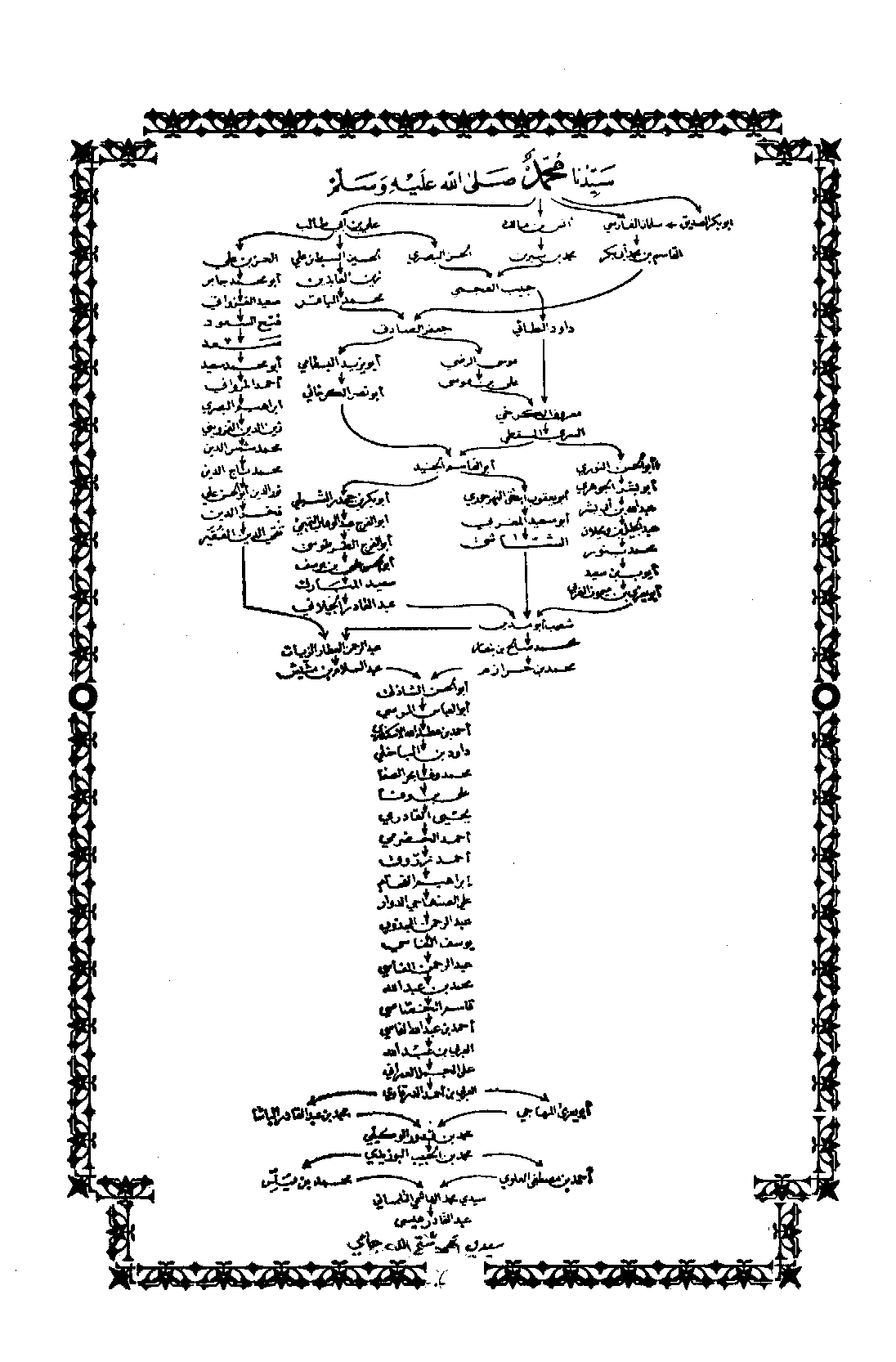

تشترك كل الطرق الصوفية في أفكار ومعتقدات واحدة، وإن كانت تختلف في أسلوب سلوك المريد أو السالك وطرق تربيته، ونستطيع أن نُجمِل أفكار الطريقة الشاذلية في نقاط محددة، مع العلم أن هذه النقاط كما سنرى قد تفسر لدى الصوفية غير التفسير المعهود لدى عامة العلماء والفقهاء، وهذه النقاط هي:
- التوبة: وهي نقطة انطلاق المريد أو السالك إلى الله.
- الإخلاص: وينقسم لديها إلى قسمين
  - إخلاص الصادقين.
  - إخلاص الصِّدِّيقين.
- النية: وتعد أساس الأعمال والأخلاق والعبادات.
- الخلوة: أي اعتزال الناس، فهذا من أسس التربية الصوفية. وفي الطريقة الشاذلية يدخل المريد الخلوة لمدة ثلاثة أيام قبل سلوك الطريق.
- الذكر: والأصل فيه ذكر الله، ثم الأوراد، وقراءة الأحزاب المختلفة في الليل والنهار. والذكر المشهور لدى الشاذلية هو ذكر الاسم المفرد لله أو مضمرًا (هو هو).
- الزهد: وللزهد تعاريف متعددة عند الصوفية منها:
  - فراغ القلب مما سوى الله، وهذا هو زهد العارفين.
  - وهو أيضًا الزهد في الحلال وترك الحرام.
- النفس: ركزت الشاذلية على أحوال للنفس سعيا منهم لتزكيتها، وهي:
  - النفس مركز الطاعات إن زَكَتْ واتقت.
  - النفس مركز الشهوات في المخالفات.
  - النفس مركز الميل إلى الراحات.
  - النفس مركز العجز في أداء الواجبات.
- الورع: وهو العمل لله وبالله على البينة الواضحة والبصيرة الكامنة.
- التوكل: وهو صرف القلب عن كل شيء إلا الله.
- الرضى: وهو رضى الله عن العبد.
- المحبة: وهي في تعريفهم: سفر القلب في طلب المحبوب، ولهج اللسان بذكره على الدوام.وللحب درجات لدى الشاذلية وأعلى درجاته ما وصفته رابعة العدوية بقولها:

- الذوق: ويعرِّفونه بأنه تلقي الأرواح للأسرار الطاهرة في الكرامات وخوارق العادات، ويعدونه طريق الإيمان بالله والقرب منه والعبودية له. لذلك يفضل الصوفية العلوم التي تأتي عن طريق الذوق على العلوم الشرعية من الفقه والأصول وغير ذلك، إذ يقولون: علم الأذواق لا علم الأوراق، ويقولون: إن علم الأحوال يتم عن طريق الذوق، ويتفرع منه علوم الوجد والعشق والشوق.
- علم اليقين: وهو معرفة الله معرفة يقينية، ولا يحصل هذا إلا عن طريق الذوق، أو العلم اللدني أو الكشف..إلخ.
- السماع: وهو سماع الأناشيد والأشعار الغزلية الصوفية. وقد نقل عن أحد أعلام التصوف قوله: «الصوفي هو الذي سمع السماع وآثره على الأسباب». ونقل عن الشعراني عن الحارث المحاسبي قوله: «مما يتمتع به الفقراء سماع الصوت الحسن»، و«إنه من أسرار الله في الوجود». وقد أفرد كُتَّاب التصوف للسماع أبوابًا منفصلة في مؤلفاتهم، لما له من أهمية خاصة عندهم.

## أماكن الانتشار
مركز الشاذلي الأول هو مصر وبخاصة مدينة الإسكندرية، وطنطا، ودسوق بمحافظة كفر الشيخ، ثم انتشرت في باقي البلاد العربية. وأهم مناطق نشاطها المغرب العربي وسوريا والأردن وحضرموت، والسودان وجزر القمر[بحاجة لمصدر].

## وصلات خارجية
- موقع الطريقة الصديقية الشاذلية
- موقع الطريقة الشاذلية الدرقاوية العلوية الكركرية
- موقع الطريقة الشاذلية الدرقاوية نسخة محفوظة 29 سبتمبر 2011 على موقع واي باك مشين.
- موقع الشيخ أحمد حسن الردايدة شيخ الطريقة العلوية الدرقاوية في الأردن